# Fabio Mancini (mannequin)
Fabio Mancini, né le 11 août 1987, est un mannequin italien connu pour être l’un des rares modèles italiens ayant réussi une carrière internationale. Mancini est aussi connu pour avoir été présent, depuis le début de sa carrière, dans la plupart des campagnes publicitaires et défilés de Giorgio Armani,,.

## Vie privée
Fabio Mancini est né à Bad Homburg vor der Höhe, en Allemagne. À l'âge de quatre ans, il déménage à Milan, en Italie. Son père est d'origine italienne tandis que sa mère est d'origine indienne et italienne. Il vit actuellement à Milan.

## Carrière de mannequin
Sa carrière de mannequin débute à l’âge de 23 ans lorsqu’il est découvert dans les rues de Milan. Il est l’un des premiers modèles italiens qui commence sa carrière en défilant pour Giorgio Armani et Emporio Armani.
Mancini est finalement devenu, pour plusieurs années, le visage de différentes lignes Armani, comprenant : Giorgio Armani, Emporio Armani et Armani Jeans. Il défile pour de nombreux designers, incluant Giorgio Armani, Emporio Armani, Dolce & Gabbana, Dolce & Gabbana Alta Sartoria, Vivienne Westwood, Dirk Bikkembergs, Marithé et François Girbaud, Ermanno Scervino, Brioni et beaucoup d’autres.
En 2015, Mancini défile pour Rocco Barocco lors de la Women Fashion Week de Milan. Par la suite, en février 2016, il est l’un des rares hommes choisi pour accompagner les mannequins féminines lors de la Fashion Week de Milan, où il défile pour Emporio Armani et ouvre le défilé de Giorgio Armani,.
Tout au long de sa carrière, Mancini participe à de nombreuses campagnes publicitaires, notamment pour, Armani Jeans, Emporio Armani Underwear, Carolina Herrera, Carlo Pignatelli, Vince Camuto, Pierre Cardin et L'Oréal.
Il fait les couvertures du Hachi Magazine et David Magazine, et apparaît également dans les éditoriaux de Vogue Paris, Men's Health et Harper's Bazaar.
En 2014, après plusieurs campagnes pour Armani Jeans, Armani lance une nouvelle ligne de sous-vêtements, Emporio Armani underwear Sensual Collection réalisée par Andrea Dones, où Fabio devient le visage de la ligne, pour deux saisons consécutives. Une vidéo est également réalisée et utilisée pour rendre hommage au corps lors du 40e anniversaire de Giorgio Armani #ATRIBUTE TO THE BODY N 20/40,.
Mancini est le nouvel ambassadeur de la collection Underwear 2016 de Pierre Cardin .

## Accueil et réalisations
- En 2014 et 2015, Models.com inclut Fabio Mancini sur la liste des hommes les plus sexy[20].
- Vogue inclut Fabio Mancini dans « le meilleur de 2015 »  de Vogue Hommes Model Fitness[pertinence contestée][21].
- Fabio Mancini apparaît sur la liste « The 50 Hottest Male Models of All Times »  par Out Magazine[pertinence contestée][22]
- En 2016, lors de la Fashion week de Milan, Fabio Mancini est « l’un des cinq meilleurs modèles italiens » selon Vogue[23].
- Fabio Mancini est aussi « l'un des 15 modèles de Dolce & Gabbana préférés » de Vogue Paris[pertinence contestée][24].